# 251 Софія
251 Софія (251 Sophia) — астероїд головного поясу, відкритий 4 жовтня 1885 року Йоганном Палізою у Відні.
Тіссеранів параметр щодо Юпітера — 3,189.